# Johannes Grevillius (1732–1797)
Johannes Grevillius, född 4 mars 1732 i Nykils socken, död 20 december 1797 i Björkebergs socken, var en svensk präst.

## Biografi
Johannes Grevillius föddes 1732 i Nykils socken. Han var son till kyrkoherden Johannes Grevillius och Christina Björkegren. Grevillius studerade i Linköping och blev 1751 student vid Uppsala universitet. Han prästvigdes 30 november 1759 och blev 22 april 1761 huspredikant på Stjärnorp. Grevillius blev 6 juli 1764 extra ordinarie skvadronspredikant vid Östgöta kavalleriregemente och 8 februari 1769 komminister i Ledbergs församling. Den 27 juni 1777 tog han pastoralexamen och blev 3 mars 1790 kyrkoherde i Björkebergs församling, där han tillträdde 1792. Grevillius avled  1797 i Björkebergs socken.

### Familj
Grevillius gift sig 19 september 1769 med Christina Ljungström (1749–1798). Hon var dotter till häradsskrivaren Johan Ljungström och Helena Odriksdotter. De fick tillsammans barnen Helena Christina (1770–1772), Johan Peter (1772–1773), Johan Gustaf (1773–1823), Lars Magnus (1776–1810), Maria Christina (1779–1779), Carl Peter (1782–1846). Sönerna förkortade efternamnet till Grevilli.